# アヴュジー

アヴュジーの紋章

アヴュジーの紋旗

アヴュジー Avusyはスイス連邦、ジュネーヴ州の西端に近く位置する基礎自治体(コミューンcommune)。ジュネーヴ州のアヴュリー、シャンシー、カルティニー、ラコネ、ソラルのコミューン、フランス、オート＝サヴォワ県に囲まれている。

## データ
- 面積:5.22 km²
- 人口:1305人(2008年1月)